# Elisabeth Frederica Kruseman van Elten
Elisabeth Frederica Kruseman van Elten (New York, 19 augustus 1875 - 1934?) was een Nederlands-Franse schilder.
Elisabeth Frederica Kruseman van Elten, de dochter van de Nederlandse schilder Hendrik Dirk Kruseman van Elten (1829-1904), trad in de voetsporen van haar vader en werd eveneens schilder. Zij kreeg een opleiding aan de Académie Colarossi in Parijs en bekwaamde zich in het schilderen van landschappen en portretten. In 1905 trouwde zij met de Franse dierenarts Albert Duprez. Zij was werkzaam in New York, Parijs, Algerije en Évian-les-Bains (departement Haute-Savoie (Frankrijk).

## Werken
- Marché à Biskra (olieverfschilderij)
- Famille paysanne (olieverfschilderij)
- Rochers à Fontainebleau (olieverfschilderij)
- Springtime (olieverfschilderij)
- Les deux soeurs (pasteltekening)
- Femme algérienne et son enfant (pasteltekening)